# رون سميث (لاعب هوكي جليد)
رون سميث هو لاعب هوكي جليد كندي، ولد في 19 نوفمبر 1952 في بورت هوب في كندا.

## وصلات خارجية
- رون سميث على موقع دوري الهوكي الوطني (الإنجليزية)
- رون سميث على موقع EliteProspects.com (الإنجليزية)
- رون سميث على موقع HockeyDB.com (الإنجليزية)
- رون سميث على موقع Hockey-Reference.com (الإنجليزية)